# Socjologia życia publicznego
Socjologia życia publicznego to dyscyplina socjologii, w której polu zainteresowań znajdują się wszelkie przejawy życia społecznego pojawiające się pomiędzy poziomiem gospodarstw domowych i innych nieformalnych mikrostruktur społecznych a poziomem państwa narodowego.

## Wobec socjologii polityki
Ma szerszy zakres niż socjologia polityki; w części zaresy tych dwóch subdyscyplin socjologii pokrywają się. Nie da się wytyczyć ściśłej granicy pomiędzy socjologią życia publicznego a socjologią polityki; podobnie jak pomiędzy socjologią polityki i politologią.
Życie publiczne każdego społeczeństwa nie da się zredukować do sfery politycznej, podobnie jak nie da się zredukować statusu obywatela do aktywności politycznej. Istnieje ogromny obszar życia publicznego, który ma charakter apolityczny. Wiele, a być może nawet większość instytucji i aktywności społeczeństwa obywatelskiego, wypełniających przestrzeń życia publicznego, ma taki apolityczny charakter. Życie publiczne jest więc zakresowo szersze niż życie polityczne społeczeństwa; rozróżnia się społeczeństwo obywatelskie i społeczeństwo polityczne.

## Pole badawcze
Biorąc pod uwagę te zjawiska scjologia życia publicznego zajmuje się takimi zagadnieniami jak:
- teorie radykalnej zmiany społecznej, rewolucja, społeczeństwo otwarte i społeczeństwo zamknięte, typy reżimów, teorie transformacji systemowej, teorie demokracji, liberalizacja i demokratyzacja;
- stratyfikacja, status społeczny, nierówności społeczne, deprywacja, zasady sprawiedliwości społecznej, polityka społeczna;
- podmiotowość społeczna, sprawstwo;
- obywatelstwo, obywatelskość;
- społeczeństwo obywatelskie, globalne społeczeństwo obywatelskie, społeczeństwo polityczne, wspólnota, stowarzyszenie;
- kultura polityczna, jakość demokracji, kultura obywatelska, kapitał społeczny, alienacja polityczna;
- wartości, interesy, zachowania, postawy, idea, ideologia;
- aktorzy życia publicznego, tłum, ruch społeczny, grupa interesu, organizacja pozarządowa, partia polityczna;
- konflikt społeczny;
- marginalizacja społeczna, wykluczenie społeczne;
- patologia życia publicznego.

Pole badawcze nowej subdyscypliny socjologii zostaje zakreślone przez Edmunda Wnuka-Lipińskiego w jego dziele Socjologia życia publicznego. Stwierdza on, że jego dzieło: "...nie wyczerpuje całej problematyki, jaką należałoby wiązać ze sprawami publicznymi. Ale można mieć nadzieję, że przedstawiona dalej wiedza dotyczy spraw najpilniej obchodzących obywateli, pragnących aktywnie uczestniczyć w życiu publicznym".